# 아음속
아음속(亞音速)은 음속이하의 속도이다. 초속 0m/s ~ 270m/s 가량의 범위이다. 아음속과 초음속 사이 음속에 걸친 속도를 천음속이라 한다.